# Апий Клавдий Пулхер (суфектконсул)
Вижте пояснителната страница за други личности с името Апий Клавдий Пулхер.
Апий Клавдий Пулхер (* 120 г.) е политик на Римската империя от 2 век и дядо на римския император Пупиен.

## Биография
Син е на Апий или Публий Клавдий Пулхер (* 90 г.) и внук на Публий Клавдий Пулхер (* 60 г.; суфектконсул 1 или 2 век). Прадядо му Апий Клавдий Пулхер е магистър на Монетния двор (triumvir monetalis) през 11 пр.н.е. Потомък е на Публий Клодий Пулхер (народен трибун 59 пр.н.е.).
През 2 век, не е известна годината, Апий става суфектконсул.

## Фамилия
Апий се жени за Секстия (* 120), дъщеря на Тит Секстий Африкан и Вибия. Те имат две дъщери:
- Клодия Пулхра (Clodia Pulchra), съпруга на Марк Пупиен Максим и майка на император Пупиен
- Апия Ветурия Аврелия Коецива Сабинила (Appia Veturia Aurelia Coeciva Sabinilla; * 150), съпруга на Гай Октавий Светрий Прокул